# Chiesa di Santa Maria Assunta (Lavis)
La chiesa di Santa Maria Assunta è la parrocchiale di Sorni, frazione di Lavis in Trentino. Rientra nella zona pastorale di Mezzolombardo dell'arcidiocesi di Trento e risale al XVII secolo.

## Storia

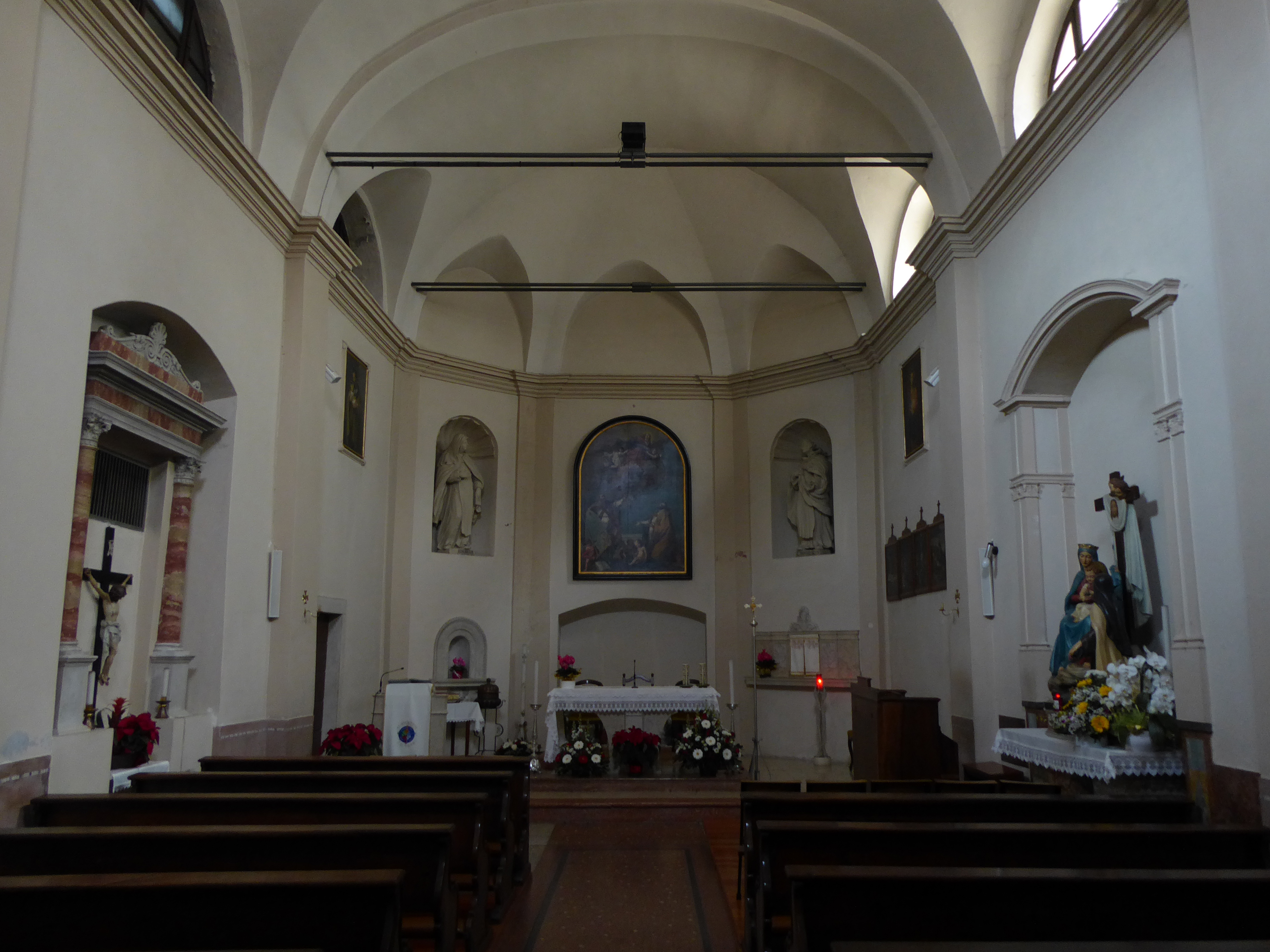
Interno con presbiterio dopo l'adeguamento liturgico.

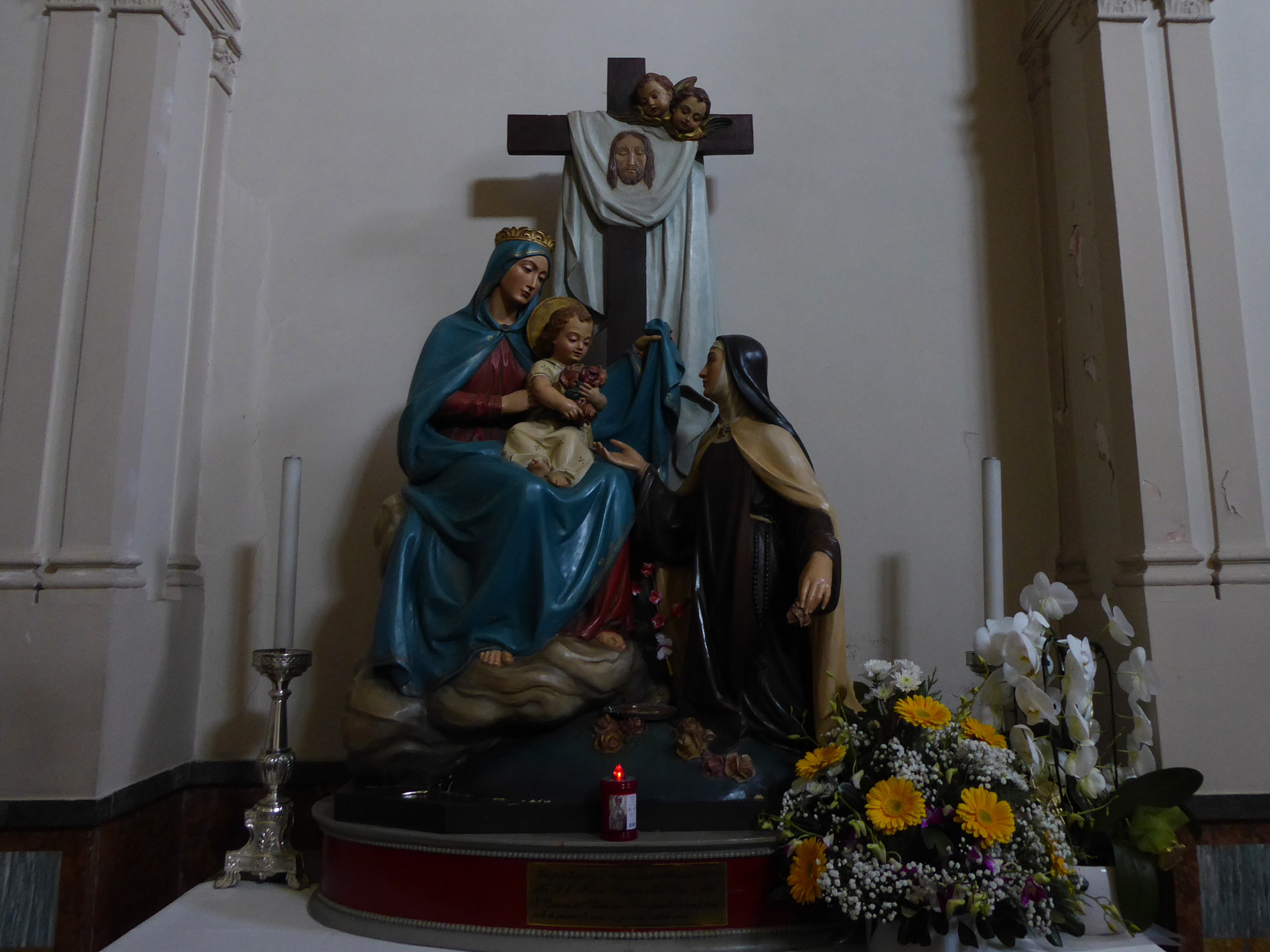
Statua raffigurante la Regina della Pace e Santa Teresa

La prima citazione documentale della chiesa risale al 1636 e in quel periodo il territorio dell'abitato di Sorni risultò legato alla prepositura di San Michele all'Adige mantenendo tale situazione sino dal 1177.
Durante una visita pastorale del 1749 la dedicazione fu registrata alla Madonna dell'Aiuto e si fece anche riferimento alle dimensioni ridotte del luogo di culto, suggerendone un suo ampliamento.
Ottenne dignità di espositura nel 1785 e, nel 1789, a Sorni vennero aggregati San Valentino e Sette Fontane.
Durante la prima metà del XIX secolo fu oggetto di importanti restauri, tali da obbligare a celebrare le funzioni religiose in un altro locale accanto alla chiesa. In quel periodo venne mutata la dedicazione, che da allora fu per Santa Maria Assunta. Subito dopo venne edificata la sacrestia e, nella seconda metà del secolo, venne eretta anche la torre campanaria con la tipica copertura a cipolla.
Durante il primo dopoguerra del XX secolo venne rifatta la pavimentazione della sala.
Venne elevata a dignità parrocchiale nel 1960 e cinque anni dopo la chiesa fu dotata di una nuova canonica in sostituzione della precedente.
Negli anni ottanta le cattive condizioni nelle quali versava l'edificio costrinsero le autorità a dichiararlo inagibile al culto e a provvedere ad interventi di restauro per consolidarne la struttura. In seguito, nel 1991, venne restaurata anche la torre campanaria.

## Descrizione
La chiesa di Santa Maria Assunta si trova nell'omonima piazza centrale di Sorni ed è orientata verso est. 
La facciata a capanna ha il portale architravato al quale si accede con una piccola rampa di scalini. Al centro della facciata è presente una finestra sagomata a sua volta sormontata da una finestrella a forma di croce sottile. 
La torre campanaria ha la copertura apicale a cipolla.
Nell'interno è presente un'unica navata con un altare maggiore e due altari laterali.  
Il presbiterio è leggermente rialzato.
La pala della Maria Assunta coi Santi Agostino e Vigilio è attribuita a Valentino Rovisi.